# Окинавский язык
Окина́вский язы́к (沖縄口, ウチナーグチ, ʔut͡ɕinaːɡut͡ɕi; учина:гучи) — один из севернорюкюских языков. В основном распространён в южной части острова Окинава и прилегающих островах в Японии. Центрально-южный окинавский отличается от языка северной части острова, кунигамского наречия.
Несмотря на то, что окинавский язык состоит из нескольких наречий, фактическим стандартом языка принято считать говор городов Сюри и Наха. Именно этот говор был официальным языком Рюкюского королевства со времён правления короля Сё Сина (1477—1526 годы).
Зачислен ЮНЕСКО в одни из «неблагополучных» с точки зрения степени сохранности языков.
Следует различать окинавский диалект японского языка (ウチナーヤマトゥグチ, Утина: ямато гути «окинавский японский») и собственно окинавский язык.

## Фонетика

### Гласные
|         | Передние | Средние | Задние |
| ------- | -------- | ------- | ------ |
| Верхние | i iː     | (ɨ)     | u uː   |
| Средние | e eː     |         | o oː   |
| Нижние  |          | a aː    |        |

В окинавском имеется пять гласных фонем, у каждой есть долгая и краткая реализация (хотя /e/ и /o/ встречаются редко). Гласные заднего ряда верхнего подъёма /u/ и /uː/ более огублены, чем в литературном японском. Иногда в фонетическом строе выделяется шестая гласная фонема /ɨ/, с её помощью проще отследить непалатизированный сдвиг /e/, в отличие от палатизующегося /i/ (*/te/ → /tɨː/ ти: «рука», */ti/ → /t͡ɕiː/ чи: «кровь»). В речи же /ɨ/ неотличим от /i/, а объяснением различий является то, что окинавский сначала претерпел палатизацию, а только затем — сдвиг.

### Согласные
В таблице представлены основные фонемы; аллофоны представлены в скобках.
|               | Губные | Альвеолярные | Альвео- палатальные | Нёбные | Лабио- велярные | Велярные | Горловые |
| ------------- | ------ | ------------ | ------------------- | ------ | --------------- | -------- | -------- |
| Носовые       | m      | n            |                     |        |                 |          |          |
| Взрывные      | p b    | t d          | t͡ɕ d͡ʑ               |        | kʷ ɡʷ           | k ɡ      | ʔ        |
| Фрикативные   | ɸ      | s            | (ɕ)                 | (ç)    |                 |          | h        |
| Удары         |        | ɾ            |                     |        |                 |          |          |
| Аппроксиманты |        |              |                     | j      | w               |          |          |

Система согласных в окинавском напоминает японскую, хотя между ними существуют заметные различия.
- В окинавском сохранились огубленные согласные /kʷ/ и /ɡʷ/, исчезнувшие в средневековом японском.
- Окинавский различает огубленный фрикатив /ɸ/ от спиранта /h/. /ɸ/ иногда считается кластером /hw/, хотя, аналогично японскому /h/, лабиализируется в [ɸ] перед гласным верхнего подъёма /u/. [ɸ] не реализуется перед огубленным /o/, что позволяет предположить, что /ɸu/ может оказаться /hu/. Тем не менее, это предположение оказывается ошибочным, если учесть, что в окинавском сдвиг /p/ → /ɸ/ → */h/ прошёл не полностью, как в японском. Предполагаемая кластеризация и лабиализация /p/ → */hw/ не имела места.[6] Кроме того, /ɸ/ нужно рассматривать отдельно от /h/, несмотря на частичное перекрытие. Спирант /h/ также появился в результате частичной лениции /k/ /s/, за исключением слов, появившихся в результате описанного выше сдвига. Перед глайдом /j/ и гласного высокого подъёма /i/ звук /h/ произносится ближе к [ç].
- Взрывные /t/ и /k/ перед (а иногда и после) глайда /j/ и гласного высокого подъёма /i/ палатизируются и претерпевают аффрикацию, превращаясь в /t͡ɕ/, за исключением случаев, в которых /i/ — это поднявшийся /e/:

1. */kiri/ → /t͡ɕiɾi/ чири «туман»
2. */ke/ → /kiː/ ки: «волосы».

Звонкие /d/ и /ɡ/ в результате того же изменения превращаются в /d͡ʑ/:
1. */unagi/ → /ʔɴnad͡ʑi/ ʔннадзи «угорь».

/t/ и /d/ могут как становиться аффрикатами перед /e/, так и избегать этого. Аналогично фрикатив /s/ палатизуется в [ɕ] перед глайдом /j/ и гласными /e/ и /i/, включая /i/, образовавшийся после подъёма /e/:
1. */sekai/ → [ɕikeː] шикэ: «мир, свет».

В окинавском имеется гортанная смычка /ʔ/, появившаяся в результате глоттализации начальных гласных. Все гласные окинавского, за немногими исключениями, глоттализуются в начале слова:
1. (*/ame/ → /ʔami/ ʔами «дождь».

Процессы исчезновения гласных верхнего подъёма и ассимиляции следующего гласного породили контраст между глоттализованными и носовыми согласными:
1. */uwa/ → /ʔwa/ ʔва «свинья»
2. /wa/ ва «я»;
3. */ine/ → /ʔɴni/ ʔнни «рис»
4. */mune/ → /ɴni/ нни «грудь».[8]

В окинавском, как и в японском, есть мораический /N/. Перед губными согласными он произносится близко к слоговому [m̩], как в /ʔɴma/ → [ʔm̩ma] ʔмма «лошадь». Перед велярными и лабиовелярными согласными /N/ произносится близко к [ŋ̍], например, в /biɴgata/ → [biŋ̍gata] бингата, метод окрашивания ткани.

### Параллели с японским
| Литературный японский | Окинавский учинаа яматогучи | Примечания                                   |
| --------------------- | --------------------------- | -------------------------------------------- |
| /e/                   | /i/                         | [ti], не [t͡ɕi]                               |
| /o/                   | /u/                         | [tu], не [tsu], [du], не [dzu]               |
| /ai/                  | /eː/                        |                                              |
| /ae/                  | /eː/                        |                                              |
| /au/                  | /oː/                        |                                              |
| /ao/                  | /oː/                        |                                              |
| /aja/                 | /oː/                        |                                              |
| /k/                   | /k/                         | иногда /ɡ/                                   |
| /ka/                  | /ka/                        | иногда /ha/                                  |
| /ki/                  | /t͡ɕi/                       | [t͡ɕi]                                        |
| /ku/                  | /ku/                        | /hu/, иногда [ɸu]                            |
| /si/                  | /si/                        | /hi/, иногда [çi]                            |
| /su/                  | /si/                        | [ɕi]; раньше считался [si] /hi/, иногда [çi] |
| /tu/                  | /t͡ɕi/                       | [t͡ɕi]; раньше считался [tsi]                 |
| /da/                  | /ra/                        | слившиеся [d] и [ɾ]                          |
| /de/                  | /ri/                        | слившиеся [d] и [ɾ]                          |
| /do/                  | /ru/                        | слившиеся [d] и [ɾ]                          |
| /ni/                  | /ni/                        | мораобразующий /ɴ/                           |
| /nu/                  | /nu/                        | мораобразующий /ɴ/                           |
| /ha/                  | /ɸa/                        | реже /pa/                                    |
| /hi/                  | /pi/ ~ /hi/                 |                                              |
| /he/                  | /pi/ ~ /hi/                 |                                              |
| /mi/                  | /mi/                        | мораобразующий /ɴ/                           |
| /mu/                  | /mu/                        | мораобразующий /ɴ/                           |
| /ri/                  | /i/                         | /iri/ (не аффектированный)                   |
| /wa/                  | /wa/                        | имеется тенденция к /a/                      |

## Орфография
Исторически для записи окинавского применяли смесь кандзи и хираганы. Считается, что обе письменности были привезены в королевство Рюкю в правление короля Сюнтэна в конце XII века. Хирагана получила более широкое распространение, большинство писем и документов писали именно ею. Оморо-соси (яп. おもろさうし оморо со:си, сборник рюкюских песен XVI в.) и многие другие сохранившиеся памятники написаны исключительно хираганой Кандзи использовались только при оформлении документов государственной важности, идущих за рубеж (в Японию). Старейшие надписи, выполненные с помощью кандзи — гравировка на каменной стеле в мавзолее Тамаудун, датируемой 1501 годом.
В результате аннексии королевства Рюкю в революцию Мэйдзи рюкюские языки были запрещены, население стали обучать литературному японскому.
На окинавском постепенно перестали писать. Сегодня для записи окинавского имеется несколько систем романизации и передачи японским письмом (катаканой, чтобы отметить его отличие от японского). Окинавские учёные предпочитают по традиции писать на окинавском с помощью кандзи и хираганы, но ввиду разрозненности данных нет единого взгляда на правописание. Раскол провоцирует и неестественный для окинавского характер хираганы, и отсутствие регулирующего органа.

## Грамматика
В окинавском сохраняется несколько грамматических форм бунго, в частности, различение заключительной формы (終止形) и атрибутивной (причастной) (連体形); выражение родительного падежа частицей га (яп. が) (в диалекте Сюри утеряно); номинативная функция ну (яп. ぬ) (в японском её выполняет но (яп. の)), а также гоноративное разделение га и ну.
Возможно, окончания несовершенного вида -ун и -уру произошли от ури (бунго: вори (яп. 居り, быть, существовать)): -ун развился из заключительной формы ури; -уру — из атрибутивной формы уру:
- качуру ← кати-уру;
- качун ← кати-ури;
- юмун (ёму (яп. 読む, читать) ← юми + ури.

Аналогичная этимология приписывается окончаниями заключительной -сан и атрибутивной -сару форм прилагательных: окончание са (яп. さ) номинализирует прилагательные, например, красный (яп. 赤い акай) → краснота (яп. 赤さ акаса). В окинавском к «са» добавился ари (бунго: существовать, иметь (яп. 有り):
- такасан (такай (яп. 高い, высокий, громкий)) от така-са-ари;
- ачисан (ацуй (яп. 暑い, жаркий, душный)) от ацу-са-ари;
- ютасару (ий (яп. 良い, хороший, приятный) от юта-са-ару.

## Частицы

### Бикээн
| びけーん                   | «Только». Используется с глаголами «уппи».                                    | «Только». Используется с глаголами «уппи».    |
| Если следует за            | Пример                                                                        | Перевод                                       |
| -------------------------- | ----------------------------------------------------------------------------- | --------------------------------------------- |
| существительным            | роомадзи бикээн ну сёмоцу ローマ字びけーんぬ書物。                            | Книга только на ромадзи                       |
| волеизъявительным глаголом | Ниндзибусяру уппи ниндин сумабиин. 寝んじ欲しゃるうっぴ寝んでぃん済まびいん。 | Можешь спать столько, сколько хочешь [спать]. |

### Вути/вутооти
| をぅてぃ・をぅとーてぃ | Указание направления аналогично японскому で           | Указание направления аналогично японскому で |
| Если следует за        | Пример                                                 | Перевод                                      |
| ---------------------- | ------------------------------------------------------ | -------------------------------------------- |
| существительным        | Кума вутооти юквибусян. くまをぅとーてぃ憩ぃ欲しゃん。 | Я хочу отдохнуть здесь.                      |

### Нкай
| んかい                             | «В направлении», «к»                           | «В направлении», «к»         |
| Если следует за                    | Пример                                         | Перевод                      |
| ---------------------------------- | ---------------------------------------------- | ---------------------------- |
| существительным (означающим место) | Учинаа нкай мэнсоорээ! 沖縄んかいめんそーれー! | Добро пожаловать на Окинаву! |

### Атай
| あたい                  | «Настолько же»                                                                         | «Настолько же»                                     |
| Если следует за         | Пример                                                                                 | Перевод                                            |
| ----------------------- | -------------------------------------------------------------------------------------- | -------------------------------------------------- |
| существительным + «яка» | Ари яка яматугучи ну дзёодзи я аран. 彼やか大和口ぬ上手やあらん。                      | Мой японский не так хорош, как его                 |
| прилагательным          | Хаяи ходо ии. 早いほどいい。                                                           | Чем скорее, тем лучше                              |
| глаголом                | Уну татимуноо умуюру атаи такакоонээябиран. うぬ建物ー思ゆるあたい高こーねーやびらん。 | То здание не так высоко, как ты себе представляешь |

### Саани/саай/сси
| さーに・さーい・っし | Используется для указания способа совершения действия    | Используется для указания способа совершения действия |
| Если следует за      | Пример                                                   | Перевод                                               |
| -------------------- | -------------------------------------------------------- | ----------------------------------------------------- |
| существительным      | басусси ичабира. バスっし行ちゃびら。                    | Поехали на автобусе                                   |
| названием языка      | Учинаагучисаани тигами качан. 沖縄口さーに手紙書ちゃん。 | Я написал письмо на окинавском                        |

### Куру/гуру
| くる・ぐる (頃) | «Примерно» куру — существительное и за ним может стоять ぬ. | «Примерно» куру — существительное и за ним может стоять ぬ. |
| Если следует за | Пример                                                      | Перевод                                                     |
| --------------- | ----------------------------------------------------------- | ----------------------------------------------------------- |
| существительным | Сан-дзи гуру нкай ичабира. 三時ぐるんかい行ち会びら。       | Давай встретимся около трёх.                                |

### Курээ/гурээ
| くれー・ぐれー (位) | «Примерно» курэ — существительное и за ним может стоять ぬ. | «Примерно» курэ — существительное и за ним может стоять ぬ. |
| Если следует за     | Пример                                                      | Перевод                                                     |
| ------------------- | ----------------------------------------------------------- | ----------------------------------------------------------- |
| существительным     | Дзюппун курээ какаюн 十分くれーかかゆん。                   | Это занимает примерно 10 минут.                             |

#### Ятин
| やてぃん                             | «Хотя», «даже»                                                                   | «Хотя», «даже»                                |
| Если следует за                      | Пример                                                                           | Перевод                                       |
| ------------------------------------ | -------------------------------------------------------------------------------- | --------------------------------------------- |
| существительным или частицей «даже»  | Учуу кара ятин манри-но-чоодзёо ну мииюн. 宇宙からやてぃん万里ぬ長城ぬ見ーゆん。 | Великую китайскую стену видно даже из космоса |
| существительным + «тоже»             | Ямату ятин инчирии-н гучи во бинчоосун. 大和やてぃんいんちりーん口を勉強すん。   | В Японии мы тоже изучаем английский           |
| В начале фразы: «но», «несмотря на». | ясига, ваннээ ан умуран やしが、我んねーあん思らん。                             | Но я так не думаю                             |

### Мади
| までぃ (迄)         | «Пока», «до»; предел времени или пространства                         | «Пока», «до»; предел времени или пространства |
| Если следует за     | Пример                                                                | Перевод                                       |
| ------------------- | --------------------------------------------------------------------- | --------------------------------------------- |
| временем или местом | Куну дэнся-а, Сю-и мади ичабиин. くぬ電車あ、首里までぃ行ちゃびーん。 | Этот поезд едет до Сюри                       |
| глаголом            | Кээру мади мачооибиин. 帰るまでぃ待ちょーいびーん。                   | Я буду ждать, пока ты не вернёшься домой      |

### Гендерные различия
Для окинавского, как и литературного японского, характерна гендерная разница:
1. хайтай «здравствуйте» (жен.)
2. хайсай «здравствуйте» (муж.)